# 弗兰克·巴尔特鲁施
弗兰克·巴尔特鲁施（德語：Frank Baltrusch，1964年3月21日—），德国男子游泳运动员。他曾代表东德参加1988年夏季奥林匹克运动会游泳比赛，获得男子200米仰泳银牌。